# 納爾遜鎮區 (伊利諾伊州李縣)
納爾遜鎮區（英語：Nelson Township）是位於美國伊利諾伊州李縣的一個行政鎮區。

## 地方資料
根據2010年美國人口普查的數據，納爾遜鎮區的面積為61.30平方千米，當中陸地面積為58.00平方千米，而水域面積為3.30平方千米。當地共有人口825人，而人口密度為每平方千米13.46人。